# Museo Valenciano del Papel

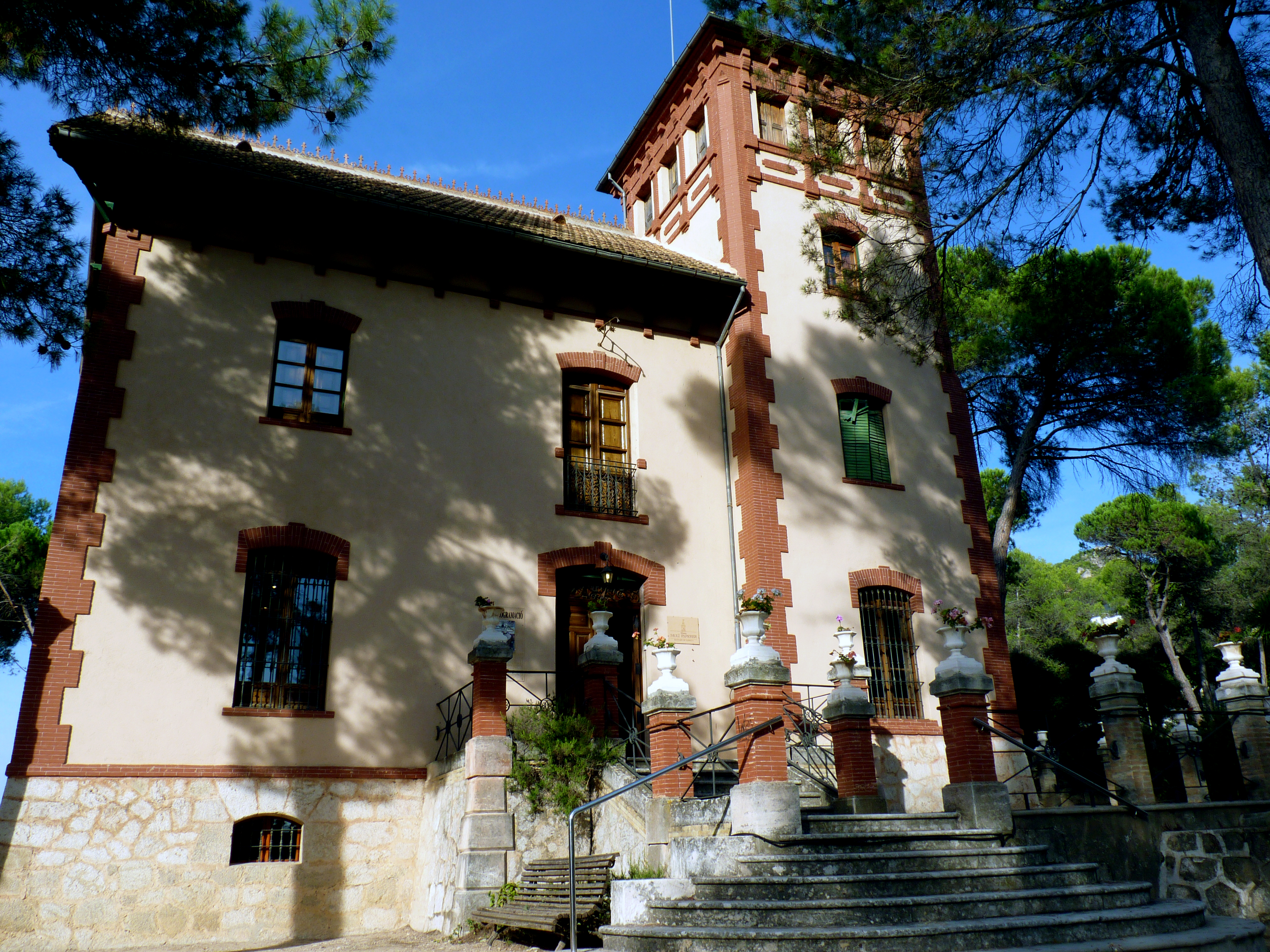
Museo Valenciano del Papel

Das Museo Valenciano del Papel (valencianisch: Museu Valencià del Paper; deutsch valencianisches Papiermuseum) ist ein öffentliches spanisches Museum in der Stadt Banyeres de Mariola in der Provinz Alicante in der Comunidad Valenciana.
Das Papiermuseum wurde am 25. März 1997 im Torre de la Font Bona erstmals eröffnet. Die ursprünglich aus den Spenden von Juan Castelló Mora erstellte Sammlung zeigt den traditionellen Prozess der Papierherstellung, mit Objekten und Modellen der alten Papiermühlen und Handpressen. Die Papierindustrie hatte in der Region bis in die 1970er Jahre eine besondere wirtschaftliche Bedeutung und war einer der wichtigsten Arbeitgeber für die Bevölkerung.
Nach zwei Jahren wurden die Ausstellungsstücke überführt und am 21. Mai 1999 am heutigen Standort in der 1903 erbauten Villa Rosario neu eröffnet. Das Museum präsentiert seine Stücke in sechs Räumen, die auf drei Etagen verteilt sind. Im Kellergeschoss befindet sich eine Werkstatt zur Papierherstellung, in der auch Besucher des Museums selbst Papier herstellen können. Eine Besonderheit ist die Sammlung von rund 1500 Zigarettenpapierheftchen, Wasserzeichen des 17. bis 20. Jahrhunderts sowie Papierspielzeug. Das Museum verfügt auch über eine umfangreiche Fachbibliothek mit über 1500 Bänden.